# Slezský norik
Slezský norik je chladnokrevný kůň středně velkého, až velkého vzrůstu. Hlava je velká s charakteristickou oválnou očnicí. Krk je vysoko nasazený, někdy s méně výrazným kohoutek. Jeho hrudník je hluboký, velmi široký a hřbet je delší, ale pevný. Norik má velmi silné nohy s pevnými a pružnými kopyty. 
Je to velmi pracovité, nenáročné, odolné a dobře krmitelné plemeno. Dobře spolupracují s lidmi a jsou snadno ovladatelní. Charakteristická je jejich klidná povaha. Plemeno se dobře adaptuje na různé podmínky, má dobrou plodnost a dožívá se vysokého věku.

## Popis
Kohoutková výška u hřebců je 166-170 cm a u klisen 165-168 cm. 192 cm je minimální obvod hrudníku u hřebců a u klisen 187 cm. Standardní obvod holeně u hřebce je 23 cm a u klisen 22 cm. Slezští norici dospívají v 5 až 6 letech. Nejčastější jsou ryzáci a hnědáci, ojediněle pak bělouši, tygři a vraníci. 

## Historie

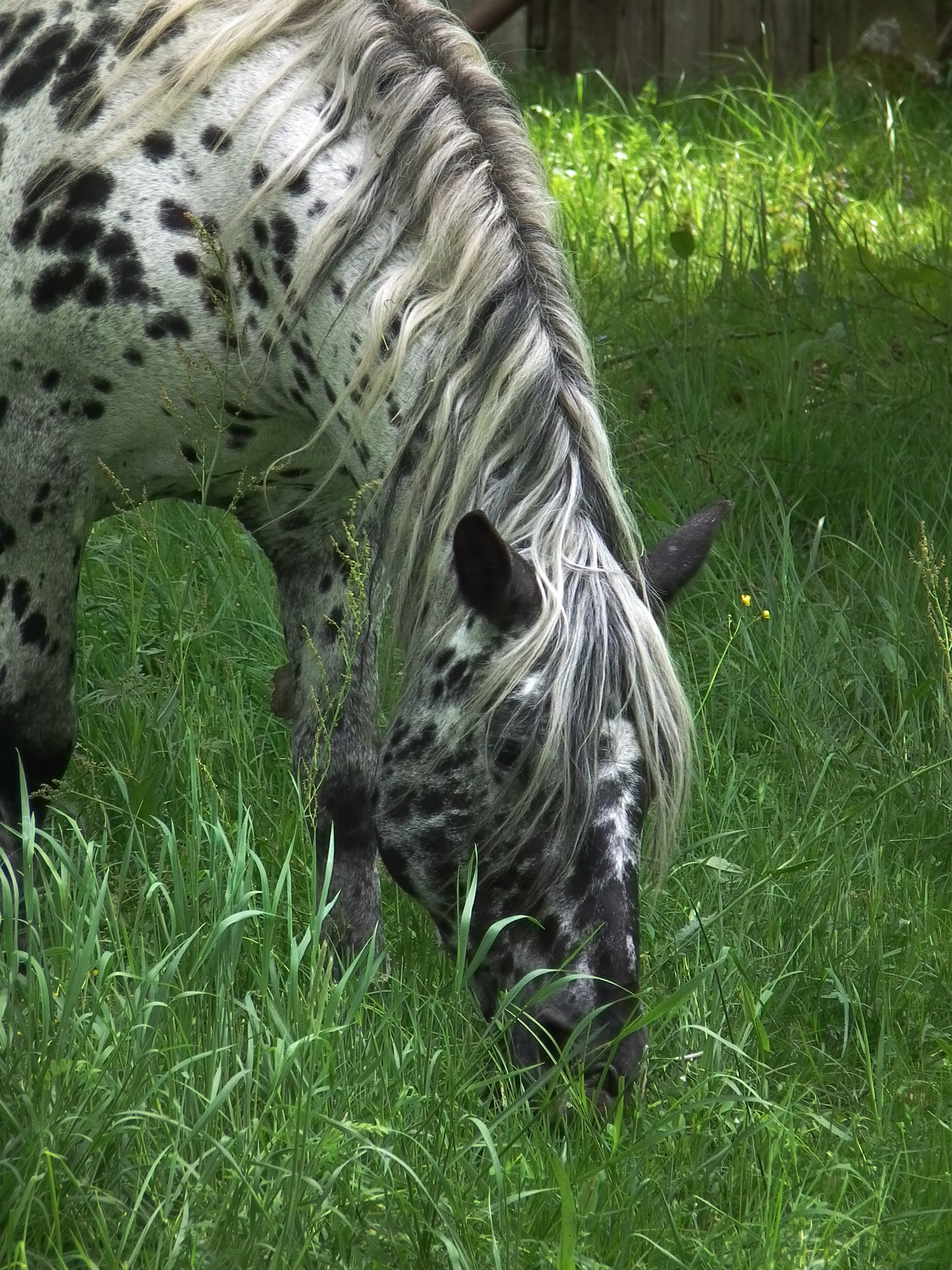
Norik

Plemeno je vyšlechtěné z plemene Norik z římské provincie Noricum, území dnešního Rakouska, část Švýcarska a Bavorska. Toto plemeno je považováno za nejčistšího nástupce divokého koně západního. Norik byl importován hlavně do Slezska a severní Moravy, kde byl křížen. S cílevědomou plemenitbou a selekcí vznikalo plemeno chladnokrevných koní, přizpůsobených na místní podmínky, nazýváno slezský norik (rok 1907). 
Slezský norik bylo samostatné plemeno do roku 1970. Poté bylo spolu s koněm belgickým považováno za chladnokrevníky. Od roku 1990 se tato kategorie roztřídila na 3 samostatná plemena, a to českomoravský belgický kůň, norik a slezský norik.

## Využití
Dnes je plemeno využíváno hlavně k lesnickým pracím (soustřeďování dřeva), či v těžkém zápřahu i ve vysokých nadmořských výškách. Toto plemeno je uzpůsobeno i k celodenní těžké práci. Pro jeho prostorné chody a snadnou manipulaci je pod sedlem využíván v jezdeckých školách a při hipoterapii. 